# Songhua
Songhua (kinesisk: 松花江; pinyin: Sōnghuā Jiāng eller Sungari; manchuisk:  tr. Sunggari Ula; russisk: Сунгари, tr. Sungari) i Kina er Amurflodens største biflod, og har et løb på omkring 1.927 km fra Changbaibjergene. Af større byer ved floden kan nævnes Harbin og Jiamusi.
Det meste af floden løber gennem et fladt terræn. Floden er sejlbar store dele af året på lange strækninger, og også på de nedre dele af nogle af dens bifloder, så flodsystemet har spillet, og spiller, en vis rolle for trafikken i Manchuriet. Den er islagt om vinteren, og forårsager ofte oversvømmelser, når sneen smelter tidligt om foråret omkring marts måned. To store dæmninger er bygget langs løbet, Baishandæmningen og Fengmandæmningen, begge med vandkraftværker. Længste biflod er Nenjiang.
Den 13. november 2005 blev floden kraftigt forurenet af benzen og nitrobenzen som følge af en serie eksplosioner i en kemisk fabrik i Jilin. Ifølge officielle rapporter flød ca. 100 ton benzol ud i floden. Mange af byerne langs floden havde floden som drikkevandskilde, og vandforsyningen blev derfor standset i en periode. Også Harbin blev ramt. 